# Bol’shie Skalistye Islands
Die Bol’shie Skalistye Islands (englisch, russisch Острова Большие Скалистые Ostrowa Bolschije Skalistyje, deutsch ‚Große-Felsen-Inseln‘) sind eine Inselgruppe vor der Ingrid-Christensen-Küste des ostantarktischen Prinzessin-Elisabeth-Lands. Sie liegen nordöstlich der Brattstranda in der Prydz Bay. Zu der Gruppe gehören Harbour Island, Mitten Island, die Shamrock Islands und Wings Island.
Russische Wissenschaftler benannten sie deskriptiv. Das Antarctic Names Committee of Australia übertrug ihren Namen ins Englische.